# 行动青年党
行动青年党（abbrev. GERAM ）是由阿都亚兹和沙末·伊斯迈于1946年在新加坡成立的一个马来左翼政党。它是人民力量中心六个主要组织之一，该党反对马来亚联合邦计划，同时由于封建贵族在巫统的突出作用，巫统也受到了该党的批评。1948年，阿都·亚兹作为《马来前锋报》驻中部地区的通讯员前往吉隆坡，该党自然消亡。